# 横浜動物の森公園
横浜動物の森公園（よこはまどうぶつのもりこうえん）は、神奈川県横浜市旭区・緑区に位置する横浜市立の都市公園（広域公園）。公園全体の面積は約103.3haで、園内に動物園（よこはま動物園ズーラシア、約53.3ha）と植物園（整備中、計画面積約50.0ha）を有する自然豊かな公園である。近隣には大規模緑地として三保・新治市民の森や県立四季の森公園などもあり、森林を有する広大な緑地地域が広がっている。

## 主な施設
- 動物公園（よこはま動物園ズーラシア）
- 植物公園（整備中・2017年より「里山ガーデン」〈約20ha〉として期間限定で開園）
- 繁殖センター
- 緑のリサイクルプラント
- 駐車場（有料）

## 歴史
- 1984年（昭和59年）6月1日 - 都市計画決定（仮称「都筑自然公園」）
- 1999年（平成11年）4月24日 - 一部開園（動物公園部分）
- 2009年（平成21年）
  - 4月19日 - 第20回全国「みどりの愛護」のつどい開催
  - 4月28日〜9月27日 - 開国博Y150開催（ヒルサイドエリア つながりの森会場）
- 2015年（平成27年）
  - 4月22日 - ズーラシアにおける最後のエリア「アフリカのサバンナ」ゾーンが完成（これを以て動物公園部分は全面開園）[4]
  - 11月 - 植物公園予定地の一部を全国都市緑化よこはまフェアの会場として整備開始
- 2017年（平成29年）
  - 3月25日〜6月4日 - 植物公園予定地の一部が全国都市緑化よこはまフェアの会場「里山ガーデン」として期間限定開園[5]
  - 9月22日〜10月22日 - 上記の「里山ガーデン」で期間限定公開された大花壇をコスモスの花などに植え替えた上で、秋の大花壇として再公開[6][7][8][9]
- 2018年（平成30年）春以降も「里山ガーデン」における大花壇など（下記イベント節も参照）の公開を定期的に継続していく予定[8]

## イベント
- 開国・開港Y150（愛称：開国博Y150/開催期間：2009年4月28日〜9月27日）
横浜開港150周年記念テーマイベント（地方博）。ズーラシアの当時の未開園エリア（アフリカのサバンナゾーン）が、ヒルサイドエリア「つながりの森」としてイベント会場の一つとなった。
- 第33回全国都市緑化よこはまフェア（愛称：ガーデンネックレス横浜2017/開催期間：2017年3月25日〜6月4日）
植物公園予定地の一部エリア（約20ha）が、里山ガーデンとしてイベント会場の一つとなった。
なお、2018年3月24日〜5月6日にも里山ガーデンで「ガーデンネックレス横浜2018」を開催予定で、同市市長の林文子は2026年に上瀬谷通信施設跡地での開催誘致を目指している「国際園芸博覧会（花博）まで続けたい」としている[10][11]。
- 里山ガーデン秋の大花壇公開（開催期間：2017年9月22日〜10月22日）
里山ガーデン内の植物を秋向けに植え替えて再び公開。

## 交通アクセス
里山ガーデン正面入口（植物公園予定地西側）
ズーラシア北門より徒歩2分ほど（バス路線の詳細は上記の「よこはま動物園ズーラシア」項内を参照）
※「よこはま動物園北門」停留所までの路線バスの運行は通常、土日祝日のみとなっているが、「里山ガーデン」での催事開催期間中は平日昼間も全ての動物園行路線が北門まで運行している（動物園の正門〜北門間で無料送迎バスの運行も実施）。
里山ガーデン東入口（植物公園予定地東側）
相鉄バス「西ひかりが丘」停留所下車徒歩4分程
- 旭11系統鶴ヶ峰駅 - 西ひかりが丘線
- 旭15系統鶴ヶ峰駅 - 西ひかりが丘 - 森の台中央 - 中山駅線

神奈川中央交通バス「自治会館前」停留所下車（地元向け入口あり）
- 中57系統中山駅 - 武蔵中山台西線

徒歩では中山駅より神奈川県立四季の森公園経由で約3km（約60分）。植物公園予定地周囲の林道を経由しズーラシアまで移動可能（夜間は閉鎖）。